# Danîlkî, Nemîriv
Danîlkî (în ucraineană Данилки) este un sat în comuna Krîkivți din raionul Nemîriv, regiunea Vinnița, Ucraina.

## Demografie
Componența lingvistică a localității Danîlkî
     Ucraineană (100%)
Conform recensământului din 2001, toată populația localității Danîlkî era vorbitoare de ucraineană (100%).